# Bruno (Nebraska)
Bruno – wieś w Stanach Zjednoczonych, w stanie Nebraska, w hrabstwie Butler.